# Senešci
Senešci – wieś w Słowenii, w gminie Ormož. 1 stycznia 2018 liczyła 227 mieszkańców.